# 全日本柔道連盟
公益財団法人全日本柔道連盟（ぜんにほんんじゅうどうれんめい、英語: All Japan Judo Federation）は、日本国内における柔道競技を統括する国内競技連盟。かつては文部科学省スポーツ・青少年局競技スポーツ課所管。略称は全柔連、AJJF。

## 概要
- 全国47の都道府県の統括団体に、全国団体である全日本学生柔道連盟（学柔連）、全日本実業柔道連盟を下部組織として加えて加盟団体とし、さらに、全国高等学校体育連盟柔道専門部、日本中学校体育連盟柔道競技部を構成団体として組織されている。
- 日本武道協議会、日本スポーツ協会、日本オリンピック委員会、国際柔道連盟に加盟。
- 運営は理事会のもとに、総務、大会事業、広報、教育普及、審判、強化、国際、医科学、アスリート、コンプライアンス、指導者養成、重大事故総合対策の12の専門委員会がおかれる。
- また、形、総合国際対策、柔道MINDプロジェクト、視柔連連携、女子柔道振興の特別委員会がおかれている。
- アンチ・ドーピング委員会は特別委員会の位置づけで独立して活動している。
- 講道館本館（講道館国際柔道センター）5階に事務局を置く。
- 柔道関係者について内規でプロ格闘技（プロレス、プライド、K-1等）とプロ選手又はプロコーチとして契約することを禁止している。そのため、全日本柔道連盟の柔道関係者がプロ格闘技の道に進む場合は全日本柔道連盟を脱退することになり、全日本柔道連盟が絡む柔道とプロ格闘技の掛け持ちは認められていない。またプロ格闘技の競技者の場合はプロ活動停止から3年間は全日本柔道連盟への登録禁止が科されている。

## 沿革
- 1949年5月6日 創立
- 1949年10月26日 - 日本体育協会（のちの日本スポーツ協会）加盟
- 1952年12月10日 - 国際柔道連盟 (IJF) 加盟
- 1956年5月2日 - アジア柔道連盟加盟
- 1983年1月25日、「柔道界の改革のため」として、学柔連が脱退[3]。
- 1983年9月21日、全柔連傘下で親講道館派で学生柔道界少数派の学柔連対抗団体全日本大学柔道連盟が設立される。筑波大学などが学柔連を脱退し、同団体へ[3]。
- 1987年11月17日、IJF会長選挙で全柔連が推すサルキス・カルグリアン（アルゼンチン）がIJF会長兼学柔連会長の松前重義および学柔連が推すフランス柔道連盟前会長のジョルジュ・ファイファー[4]に勝利[5]。IJFを味方につけた全柔連は攻勢にかかる。
- 1987年11月30日、全柔連臨時評議員会がIJF理事会決定「IJFは全柔連に加盟していない日本国内のいかなる団体も承認しない」に基づき、学柔連への全日本大学柔道連盟との統合、全柔連への加盟らを要求することを決定。全柔連サイトは11月3日だとしている[3]。
- 1988年5月25日、学柔連が要求に合意[3]。
- 1988年6月8日 - 法人格取得
- 1989年8月7日 - 日本オリンピック委員会加盟

## 役員
2023年6月現在
- 会長：中村真一

### 歴代役員
- 会長：嘉納履正（初代）、嘉納行光（2代）、上村春樹（3代）、宗岡正二（4代目）、山下泰裕（5代目）、中村真一（6代目）
- 副会長：藤田弘明、佐藤宣践、近石康宏、松下三郎
- 専務理事：神永昭夫（初代）、小粥義朗、松下三郎、上村春樹、小野沢弘史

### 不祥事
- 2011年に行われた宴席の帰路、福田二朗理事が女子選手に抱きつきキスをし、女子選手が逃げた後もトイレまで追いかけ「出て来い」と叫んだ。2013年に事件が明るみに出ると福田は辞任の意向を表明した[6]。
- 2013年3月、全日本柔道連盟の田中裕之ほか複数の理事が、指導実態がないにもかかわらず日本スポーツ振興センター（JSC）からの助成金を不正に受給し、また受給した金銭を目的外使用していた問題が発覚した。ただちに、企業不祥事やコンプライアンスに詳しい外部の弁護士を中心とする第三者委員会が設置され、調査が行われた[7]。

4月26日には中間報告書が出され、日本スポーツ振興センターから指導者に支給されていた助成金の一部を強化留保金として飲食費などに使用していた件に関して、全柔連事務局から受給者に拠出金の請求メールや、支払いが遅れた場合には督促のメールがなされていたこと、事務局の金庫に留保金の預金通帳が保管されていたことなどから全柔連による組織的関与があったと認定された。留保金は「社会通念に照らして不適切」、全柔連は組織として「公金である助成金に対する順法精神を欠いていた」とも指摘した。留保金は強化委員長時代の上村とその後を継いだ吉村和郎に管理権限があり、残高は約2350万円にも上ったが、帳簿類や領収書の管理が杜撰であったために実態を把握するのは容易ではないとされ、同時に、このような実態を放置していた日本スポーツ振興センターとIOCによる制度運営の不備も指摘した。
6月21日には第三者委員会が最終報告書を公表し、おおむね中間報告の通りであるが、最終的に2007年から指導者27名が3620万円の助成金の不正受給に関わり、目的外使用の留保金が3345万円になったことを認定した。
また、「最も重い責任を負う」者は、これら問題に全面的に関わっており、当時の強化委員長だった吉村和郎であることが認定されるとともに、強化委員長時代からこのシステムに関与しながら是正する姿勢を示さなかった、元強化委員長で全柔連会長の上村春樹の責任も明記された。上村はこれを受けて、2013年内での全柔連会長職退任を発表した。
このほか最終報告書では、同委員会の中間報告後、全柔連が同委員会に「要望書」を送り、先の中間報告を前提に、同委員会が柔道の実態を踏まえない調査を行なっている、全柔連が組織として遵法精神がなくコンプライアンス意識に欠けると断ずるのは言いすぎだなどと主張していた事実を明らかにした上で、中間報告に対する「根拠ある反論」ならともかく、これを「単に理由なく否定」するだけのもので、論評に値しないとした。また、全柔連は第三者委員会に弁護人としての役割を期待して調査を依頼したのに、糾弾ばかりで弁護の要素が見られないとの意見については、第三者委員会は全柔連の弁護人または代理人ではなく、全柔連は第三者委員会の性格についての基本的な認識すら欠けるとした。そして、意見書の名義人が全柔連会長になっているが、現実には事務職員が起案して一部の幹部の承認を得ただけで送付されたものであって、全柔連の組織的な決定を経ていなかったことを指摘し、「現場の意向を聞かず物事を決める全柔連上層部の体質が未だに改善していないことの如実な証左」だと指摘した。
そして、現場の声を汲み上げるつもりがない執行部、上司である執行部の過ちを正し乱れた組織的秩序を是正できない事務職員の双方が、本件を含めた全柔連の問題の根を作り出しているとし、選手・指導者・コーチといった現場の声に執行部、事務局双方がよくよく耳を傾けることこそが健全な組織の有り様だと締めくくっている。
2011年に行われた宴席の帰路、福田二朗理事が女子選手に抱きつきキスをし、女子選手が逃げた後もトイレまで追いかけ「出て来い」と叫んだ。2013年に事件が明るみに出ると福田は、全柔連理事職および都柔連会長職辞任の意向を表明した。全柔連では、本件の処分につき、「柔道の品位を著しく汚す行為をした」として、会員登録の永久停止が検討されている。。
2013年7月23日、相次ぐ不祥事により内閣府から2008年の新法人制度施行後初となる公益認定法に基づく改善措置勧告を受けることとなった。8月21日、臨時の理事会・評議員会が開かれ、宗岡正二会長らを始めとした新体制が発足した。

#### 一連の不祥事の時系列まとめ
2012年
- 12月4日 選手ら15人からJOCに告発文書

2013年
- 1月30日 全柔連が記者会見で事実関係公表
- 1月31日 上村会長がJOC選手強化本部長辞任
- 2月1日 園田女子監督が辞任
- 2月5日 吉村強化担当理事、徳野コーチが辞任
- 3月8日 第三者委（暴力問題）が提言まとめる
- 3月12日 第三者委が答申。上村会長は続投意思
- 3月14日 助成金問題が発覚
- 3月18日 理事会で上村会長らの続投決定
- 3月19日 JOCが交付金停止などの処分決定
- 3月26日 改革プロジェクトを設置
- 4月26日 第三者委（助成金問題）が中間報告、上村会長が辞任を示唆
- 4月27日 理事会で会長の進退議論されず
- 5月23日 理事のセクハラ問題が発覚
- 6月7日 公益認定等委が報告書再提出を要求
- 6月11日 理事会後に上村会長が続投表明
- 6月21日 第三者委が上村会長らの責任に言及
- 6月24日 上村会長が年内の辞任表明
- 6月25日 評議員会で一部評議員が会長辞任要求
- 7月3日 改革促進タスクフォースを設置
- 7月9日 臨時評議員会の開催決定
- 7月23日 内閣府が改善勧告
- 7月25日 上村会長が辞任前倒し示唆
- 7月30日 会長ら執行部4人が8月中の辞任表明、評議員会で理事23人の解任否決
- 8月21日 上村会長など執行部ら理事23人・監事3人の辞任、新執行部発足
- 9月4日 天理大柔道部の藤猪省太部長が、部内暴力を報告しないまま理事に就任していたことが発覚

一連の問題の詳細は女子柔道強化選手への暴力問題を参照のこと。

#### 訴訟
2014年10月、（当時）男子中学生が道場の指導者から絞め技をかけられて意識を一時失った。この事故について同連盟の内部通報窓口に相談したが適切な対応がなされず内部通報制度が機能していないと指摘。2019年4月19日、柔道事故における内部通報の対応義務を怠ったとして、福岡市内の元中学生道場生だった男性と父親が同連盟に損害賠償を求めて東京地方裁判所に提訴。

#### パワハラ問題
同連盟において、複数の職員が先輩職員の一人から、激しい叱責を受けたり、業務時間外に仕事を求められるなど、パワーハラスメントを窺わせる言動を受けていた事実が、2021年2月に明るみに出た。当該の幹部職員は、同年2月に自己都合退職。山下泰裕会長は「今回は事務局内の案件であり、外部に公表する案件ではないと判断した」としつつ、責任を取る形で会長を退く可能性を示唆した。

## 主な大会
近年は女子柔道が国際的に正式なスポーツ競技として定着したこともあり、主催する大会を整理・統合する方向に転換。これまで男女別で行われてきた大会を統合することも行われている。
一般向け大会
- 全日本柔道選手権大会（男子）
- 皇后盃全日本女子柔道選手権大会（女子）
- 全日本選抜柔道体重別選手権大会（男女）
- 講道館杯全日本柔道体重別選手権大会（男女）
- 全日本実業柔道団体対抗大会
- 全日本実業柔道個人選手権大会
- グランドスラム・東京（旧・嘉納治五郎杯国際柔道選手権大会）
- 全日本柔道形競技大会

学生対象の大会
- 全日本学生柔道優勝大会
- 全日本ジュニア柔道体重別選手権大会（ジュニアオリンピック）
- 全国高等学校総合体育大会柔道競技大会（インターハイ）
- 全国高等学校柔道選手権大会（全国高等学校選抜大会）
- 全国中学校柔道大会（全国中学校体育大会）
- 全国少年柔道大会

### かつて行われていた主要大会
- 都道府県対抗全日本女子柔道大会（1985年 - 2009年）
- 福岡国際女子柔道選手権大会（1983年 - 2006年。嘉納杯に統合）

## 新型コロナウイルス感染
- 2020年（令和2年）
  - 4月5日、全日本柔道連盟は5日、東京都文京区の同連盟事務局に勤務する男性職員が新型コロナウイルスに感染したことを公表した。同連盟によると、4日夜に陽性反応が判明したという[12]。
  - 4月7日、全日本柔道連盟は7日、東京都文京区の連盟事務局に勤務する男性職員が新型コロナウイルスに感染したことを発表した。4日に職員1人の陽性が判明しており、全柔連職員の感染者は2人目となった[13]。
  - 4月8日、全日本柔道連盟は8日、新たに男性職員の感染が確認されたと発表した。同連盟職員の感染者は計4人となった。4日に職員1人の感染が確認され、7日に2人の陽性反応が判明していた[14]。
  - 4月11日、全日本柔道連盟は11日、事務局に勤務する男性職員3人の新型コロナウイルス感染を確認したと発表した。感染者は計8人になった[15]。
  - 4月12日、全日本柔道連盟は12日、中里壮也専務理事が新型コロナウイルスに感染したと発表した。5日に発熱の症状が出て、8日にPCR検査を受診していた。東京都文京区の講道館にある事務局の職員の感染が続出しており9人目となった[16]。
  - 4月20日、全日本柔道連盟元副会長で講道館理事の松下三郎が、新型コロナウイルス感染による肺炎のため84歳で死去した。4月上旬まで講道館に出勤していたが体調を崩し、新型コロナウイルス検査で陽性が判明していた。講道館内に事務局がある全柔連では、役員と職員計19人の感染が判明している[17]。

## 柔道MIND
全日本柔道連盟は2014年4月1日に「柔道MIND」事業を推進するため柔道MINDプロジェクト特別委員会を発足させている。
「MIND」は英語で「精神」「心」を指すとし、嘉納治五郎の教えの精神、柔道の心に立ち返ろうという気持ちが込めた意図での命名となっている。
また同時に「MIND」は4つの単語の頭文字をつなげたものを意図している。
M はManners（マナーズ）、礼節
I はIndependence（インディペンデンス）、自立
N はNobility（ノビリティ）、高潔
D はDignity（ディグニティ）、品格
これら4つの単語を連ねたことには、柔道を行う者はこれら4つのことを守ってこそ「柔道家」と呼ばれるに相応しいのだということを明確に示そうという狙いがあるとしている。
全柔連では前年2013年に立ち上げた、「暴力の根絶プロジェクト」による「暴力という負（マイナス）の部分をなくそう」という趣旨に含め、「礼節や品格などの正（プラス）の部分」を伸ばそうという意味合いを込め、「暴力の根絶プロジェクト」を「柔道MINDプロジェクト」特別委員会と名前を改め、活動内容も積極的に広げている。
暴力、暴言、セクハラ、パワハラ、不適切な指導をしない事などは柔道をする者にとって当然の事とし、「柔道ＭＩＮＤ」を心がけることで、その先を目指し新しい柔道界を築くことを意図したものになっている。